# Czernice (Pyrzyce)
Czernice (deutsch Sehmsdorf) ist ein Dorf mit Sitz eines Schulzenamts in der  Gmina Pyrzyce (Stadt- und Landgemeinde Pyritz) im Powiat Pyrzycki (Kreis Pyritz) der polnischen Woiwodschaft Westpommern.

## Geographische Lage
Das Dorf liegt in Hinterpommern, etwa 35 Kilometer südöstlich der Stadt Stettin und etwa acht Kilometer nordöstlich der Stadt Pyritz (Pyrzyce). 
Westlich und nördlich des Dorfes verläuft von Südwesten nach Nordosten die Woiwodschaftsstraße 106. 
Nachbarorte sind im Nordwesten jenseits der Woiwodschaftsstraße Grędziec (Schöningen), im Nordosten entlang der Woiwodschaftsstraße Obryta (Groß Schönfeld), im Osten Stary Przylep (Alt Prilipp) und im Südwesten entlang der Woiwodschaftsstraße Okunica (Friedrichsthal). 
Östlich des Dorfes verläuft die Bahnstrecke Stargard Szczeciński–Godków (Bahnstrecke Stargard–Jädickendorf). 

## Geschichte
Das Dorf wurde im Jahre 1817 auf Landflächen gegründet, die bei der Regulierung der gutsherrlichen und bäuerlichen Verhältnisse (siehe: Preußische Agrarverfassung) des Dorfes Groß Schönfeld an den Staat abgetreten wurden. Das Dorf wurde zunächst Neu-Schönfeld genannt und erhielt dann den Namen Sehmsdorf nach einem Amtsrat Sehmsdorf, langjährigem Pächter des Amtes Pyritz. Es wurden fünf Hofstellen gebildet. 
In Heinrich Berghaus’ Landbuch des Herzogtums Pommern (1868) wurde Sehmsdorf unter den ländlichen Ortschaften im Bezirk des Domänen-Rentamts Pyritz im Pyritzer Kreis aufgeführt. Das Dorf hatte damals 41 Einwohner. Aus den  anfänglichen fünf Hofstellen waren durch Teilung sieben Hofstellen geworden, außerdem gab es zwei Ziegeleien. 
Vor 1945 bildete Sehmsdorf einen Wohnplatz in der Gemeinde Groß Schönfeld und gehörte mit dieser zum Kreis Pyritz der preußischen Provinz Pommern. 
Gegen Ende des Zweiten Weltkriegs besetzte im Frühjahr 1945 die Rote Armee die Region. Kurz darauf wurde Sehmsdorf zusammen mit Groß Schönfeld und ganz Hinterpommern unter polnische Verwaltung gestellt. Sehmsdorf erhielt den polnischen Ortsnamen    Czernice. Soweit die Einwohner nicht geflohen waren, wurden sie in der darauf folgenden Zeit von der örtlichen polnischen Verwaltungsbehörde über die Oder nach Westen vertrieben.
Westlich des Dorfes schloss sich bis zum Kriegsende der Wohnplatz Paß an, der heute wüst liegt.